# Al Haymah Al Kharijiyah (huyện)
Huyện Al Haymah Al Kharijiyah là một huyện thuộc tỉnh San`a', Yemen. Đến thời điểm năm 2003, huyện này có dân số 58454 người